# Techniquest

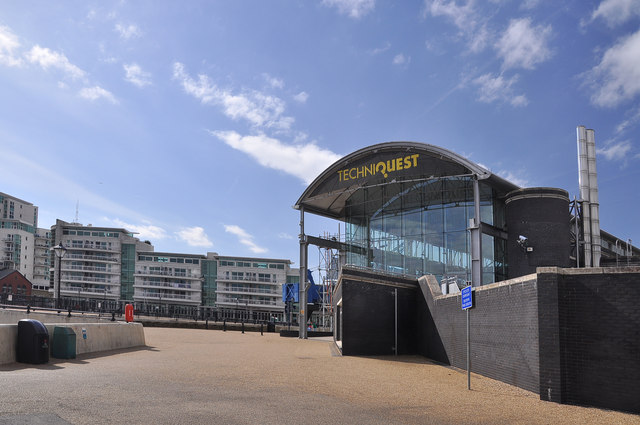
Entrata alla Techniquest

Techniquest è una struttura utilizzata come centro della scienza e della scoperta gallese. Ha sedi a Cardiff Bay e Glyndwr University a Wrexham. In precedenza aveva anche sedi a Llanberis a Gwynedd e al Centro Avventura di Narberth, nel Pembrokeshire.
Techniquest è stato fondato a Cardiff nel 1986. È stato fondato dal professor John Beetlestone (1932-2016) e dai suoi colleghi dell'Università di Cardiff. Techniquest offre ai visitatori un approccio pratico alla scienza e include un teatro scientifico, un planetario e un centro di scoperta.